# Jacob Atallah
Jacob Freitas Atallah, ou apenas Jacob Atallah, (Porto Velho, 19 de setembro de 1935 – Porto Velho, 3 de dezembro de 2017) foi um médico e político brasileiro, outrora prefeito de Porto Velho e deputado estadual por Rondônia.

## Dados biográficos
Filho de Abdon Jacob Atallah e Elza Freitas Atallah. Médico formado pela Universidade Federal do Pará em 1962, com especialização em Pediatria. Prefeito de Porto Velho por nomeação do governador Teodorico Gaíva, foi secretário de Saúde e Serviços Sociais no governo Humberto Guedes. Eleito deputado estadual pelo PDS de Rondônia em 1982, migrou para o PDT e perdeu a eleição para governador em 1986 e prefeito de Porto Velho em 1988.